# Psammogeton ternatus
Psammogeton ternatus är en flockblommig växtart som först beskrevs av Karl Heinz Rechinger, och fick sitt nu gällande namn av Lennart Engstrand 1987. Psammogeton ternatus ingår i släktet Psammogeton och familjen flockblommiga växter. Inga underarter finns listade i Catalogue of Life.